# Лопухова Наталія Олександрівна
Лопухова Наталія Олександрівна (1 березня 1966 року, Київ)  — заслужений художник України, живописець і графік.

## Біографія
Наталія Лопухова народилась 1 березня 1966 року в місті Київ у родині народних художників України Олександра і Надії Лопухових. У 1989 році закінчила Київський державний художній інститут (майстерня книжкової графіки професора В. Чебаника), того ж року прийнята до Спілки художників. У 1991 році отримала гран-прі Міжнародної книжкової виставки в Москві, перемогла в номінації «Книга року» за оформлення поеми Ліни Костенко «Маруся Чурай». Наталя Лопухова — учасник і лауреат численних міжнародних виставок.

## Творчість
Основні напрями творчості художниці — книжкова і станкова графіка, живопис, іконопис, дизайн, геральдика. Творчість Наталі\ Лопухової відзначається елегійною фантазією. Жіночі образи існують у романтичному напівсні, повному таємничих символів. Техніка акварелі створює трепетну поверхню із теплою кольоровою гамою. Окремі роботи зберігаються у Національному музеї історії України, галереях «Арт-стиль», «Глобус» (Київ). Учасниця обласних, всеукраїнських, міжнародних мистецьких виставок від 1986 року. Персональні виставки — у Києві (2001—2003, 2011), Берні (Швейцарія, 2001), Харкові (2002).

## Твори
- Графіка — «Реквієм Вірменії», «На спомин душі» (обидва — 1989)
- Ілюстрації до роману у віршах «Маруся Чурай» Л. Костенко (1991)
- серія «Малоросійські типи» за мотивами книги «Билини Київської Русі» у переказі В. Шевчука (2000; обидві — Київ)
- Живопис — «Розв'язка чуда» (1992), «Та, що летить над хвилями», «Ловці птахів», «Кастальське джерело» (усі — 1993), «Ніжність» (1996), «Спогади» (1997), «Венеція», «Відлуння білого» (обидва — 1998), «Маковій», «Видубичі» (обидва — 1999), «Весна взимку», «Білі квіти», «Побачення», «Погляд», «Рожевий колір», «Кульбаби», «Т. Кондуфор» (усі — 2002), «Іриси» (2009), «М. Терещенко» (2011)
- Ікони — «Різдво Христове», «Вознесіння» (обидві — 2003)

## Досягнення й відзнаки
- 1989 — прийнята до Спілки художників.
- 1991 — нагороджена Срібною медаллю Академії мистецтв СРСР.
- 1994 — перша премія за видатні досягнення в галузі графіки Міністерства культури і Спілки художників України.
- 1996 — присуджено звання «Заслужений художник України».
- 2007 — медаль Міністерства України у справах науки і технологій.